# Saul Zaentz
Saul Zaentz (Passaic (New Jersey), 28 februari 1921 – San Francisco, 3 januari 2014) was een Amerikaans film- en muziekproducent. Hij won Oscars voor beste film voor zowel One Flew Over the Cuckoo's Nest, Amadeus als The English Patient. Voor de laatste titel verzilverde de Amerikaan eveneens de nominaties voor een BAFTA Award, twee PGA Awards en de Special Achievement Award van het Amerikaanse National Board of Review. Daarnaast had hij succes als eigenaar van platenlabel Fantasy Records, met onder meer Creedence Clearwater Revival.

## Muziek
Zaentz begon zijn carrière in de muziekwereld bij Fantasy Records in 1955, destijds een groot onafhankelijk jazz label. In 1967 nam hij met enkele compagnons het bedrijf over, waarna hij Fantasy langzaam maar zeker ombouwde tot een rocklabel. Een van de eerste acts die hij tekende was rockband Creedence Clearwater Revival (CCR), geleid door John Fogerty, een voormalige magazijnmedewerker bij Fantasy.
Begin jaren 70 was CCR een van de populairste bands ter wereld wat voor hoge inkomsten voor Fantasy Records zorgde. De band hield er volgens Fogerty echter weinig aan over dankzij slechte contracten en een aantal ongelukkige investeringen die Zaentz had gedaan met de verdiensten van CCR.
In de tweede helft van de jaren 70 en in de jaren 80 voerden de leden van CCR verschillende rechtszaken tegen Fantasy Records en Zaentz, waarmee ze enkele miljoenen dollars aan achterstallige betalingen kregen. De relatie tussen CCR, met name John Fogerty, en Saul Zaentz was echter danig verstoord door deze rechtszaken. In 1985 bracht Fogerty het solo-album Centerfield uit, met daarop de nummers Zanz Kant Danz en Mr Greed. Zaentz zag hierin een persoonlijke aanval op zijn persoon en sleepte Fogerty voor de rechter, vooral door regels als Zanz can't dance but he'll steal your money. De zaak werd in den minne geschikt, waarbij Fogerty de titel van het nummer veranderde in Vanz Kant Danz. 
Toch was Fogerty niet af van Zaentz, want op hetzelfde album stonden volgens Zaentz twee nummers die erg overeenkwamen met twee oudere nummers van Fogerty waarvan Zaentz de rechten in bezit had. Zaentz klaagde Fogerty prompt aan voor plagiaat (en eiste 140 miljoen dollar), waardoor John Fogerty in feite beschuldigd werd van plagiaat van zichzelf. De Amerikaanse rechter zag de onwaarschijnlijkheid van deze zaak in en wees de klacht van Zaentz af. Fogerty spande vervolgens een rechtszaak tegen Zaentz en won uiteindelijk een schadevergoeding.
Jaren later, in 2004, werd Fantasy Records door Zaentz verkocht. Vrijwel meteen daarna tekende John Fogerty een nieuw contract bij het label. Fogerty en Zaentz hebben hun persoonlijke en zakelijke conflicten nooit meer bijgelegd.

## Film
Bijna al Zaentz' producties zijn boekverfilmingen. Uitzonderingen daarop vormen Amadeus (wat begon als toneelstuk) en Goya's Ghosts, wat als film voor het eerst uitgebracht werd. Film by the Sea reikte hem in 2004 een Lifetime Achievement Award uit. Voor Zaentz in de filmwereld actief werd, werkte hij als platenbaas voor Granz's Jazz Record.

## Filmografie
- Goya's Ghosts (2006)
- The English Patient (1996)
- At Play in the Fields of the Lord (1991)
- The Unbearable Lightness of Being (1988)
- The Mosquito Coast (1986)
- Amadeus (1984)
- The Lord of the Rings (1978)
- Three Warriors (1978)
- One Flew Over the Cuckoo's Nest (1975)